# Mariposa (Californië)
Mariposa is een plaats (census-designated place) in de Amerikaanse staat Californië, en valt bestuurlijk gezien onder Mariposa County, waarvan het tevens de hoofdplaats is.

## Geschiedenis

### Toponymie
Mariposa is Spaans voor vlinder; deze naam is aan de plaats gegeven omdat de vroege kolonisten groepen overwinterende monarchvlinders in de omgeving zagen.

### Stichting
De plaats is gesticht als een mijnkamp op de oevers van een tijdelijke rivier, die bekendstaat als de Aqua Fria. Oorspronkelijk lag het zo'n 10 kilometer ten westen van waar het nu ligt. Na een overstroming in de winter van 1849 en 1850 en verschillende branden werd Mariposa verplaatst naar de huidige locatie, maar vooral omdat het terrein geschikter was en Mariposa Creek daar ligt. Hier werd tijdens de Californische goldrush veel alluviaal goud gewonnen dat de rivier met zich meedroeg.
Toen het goud in Aqua Fria op was en omdat er niet altijd water was, trokken de mensen naar het nieuwe Mariposa. Al snel opende men de Mariposa-mijn met een groot waterrad dat het gouderts maalde. De mijn zorgde voor werk en de plaats groeide uit tot een knooppunt voor verschillende omliggende mijngebieden.
Het alluviale goud, dat gevonden werd in beddingen van beken en alluvialen, raakte op en daardoor moest men het goud in vaste steenvorm gaan delven in diepe mijnen.
In 1851 werd Mariposa de hoofdplaats (county seat) van Mariposa County, in die tijd de grootste county van de staat. Het raadshuis (county court) werd gebouwd in 1854 en bestaat nu nog steeds.

## Geografie
Volgens het United States Census Bureau beslaat de plaats een oppervlakte van 8,3 km², geheel bestaande uit land. Mariposa ligt in de uitlopers van de Sierra Nevada op ongeveer 594 m boven zeeniveau.
In de omgeving van Mariposa liggen een aantal riviertjes en een paar kleine meren. Mariposa Creek stroomt aan westkant van de plaats zelf.

### Plaatsen in de nabije omgeving
De onderstaande figuur toont nabijgelegen plaatsen in een straal van 40 km rond Mariposa.

## Demografie

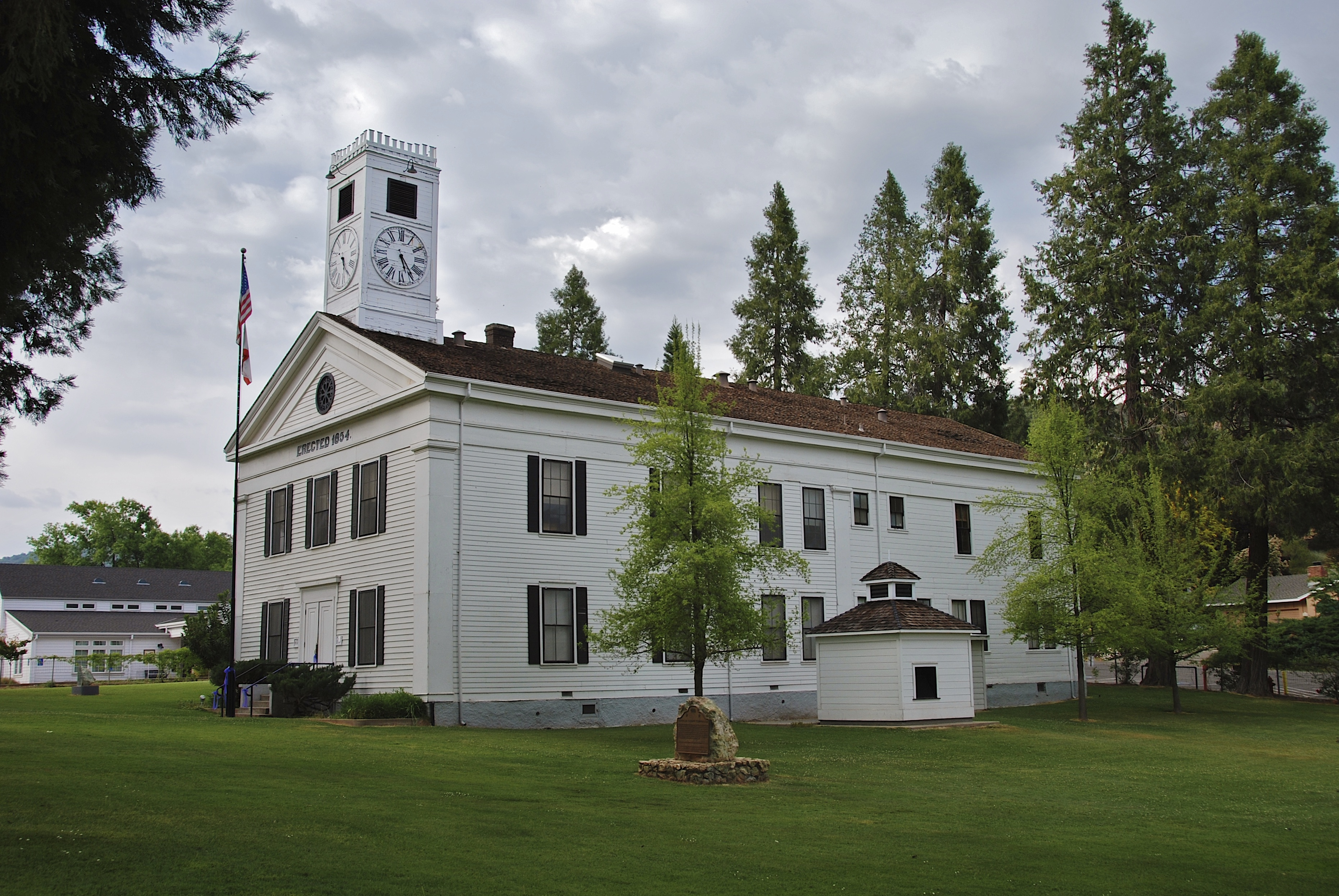
Het raadhuis van Mariposa County

Volgens de laatste census in 2010 telde Mariposa 2.173 inwoners en daarmee heeft het een bevolkingsdichtheid van 262 inwoners per vierkante kilometer. Van de bevolking was het merendeel (87,2%) blank, dit bedroeg in totaal 1.895 mensen. De op een na grootste bevolkingsgroep was die van de indianen met 105 personen (4,8%). Verder waren er 30 Aziaten (1,4%), 10 Afro-Amerikanen (0,5%), 59 personen van andere rassen (2,7%) en in totaal waren er 74 mensen met een combinatie tussen twee of meer rassen (3,4%). Los van de rassen waren ook de hispanics, die in principe tot elk ras kunnen behoren, vertegenwoordigd met 215 personen (9,9%).

### Bevolkingsontwikkeling
In 2010 is bevolking met 800 inwoners gestegen ten opzichte van tien jaar geleden, want bij de volkstelling in 2000 werd het aantal inwoners vastgesteld op 1.373.

## Verkeer en vervoer
In Mariposa kruisen de California State Route 140 vanuit Merced en de California State Route 49 vanuit Oakhurst elkaar. De 140 gaat daarna verder richting Yosemite National Park en de 49 gaat verder naar het gehucht Moccasin om uiteindelijk op de California State Route 120 uit te komen richting Lake McCure.

## Bekende inwoners
- John Charles Frémont (21 januari 1813 - 13 juli 1890), militair, ontdekkingsreiziger en politicus
- Jacoby Shaddix (28 juli 1976), zanger van Papa Roach